# Lighter than Orange – The Legacy of Dioxin in Vietnam

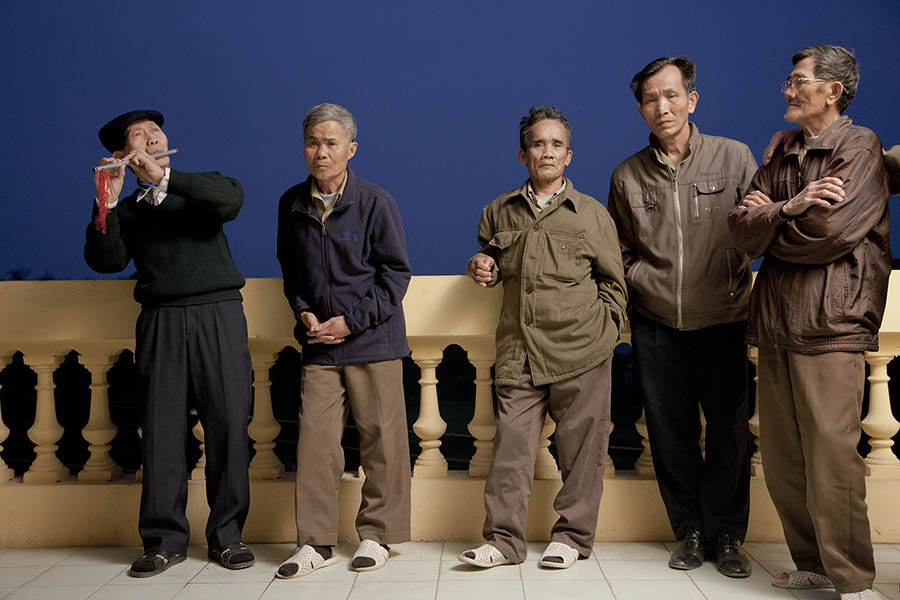
Vietnamesische Kriegsveteranen im Dorf der Freundschaft, Hanoi, 2012

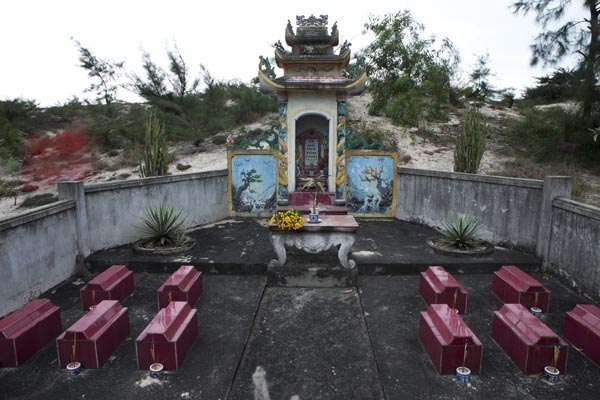
Die Familie Đỗ Đức Địu verlor 12 von 15 Kindern durch Früh- und Totgeburten in Folge von Exposition mit „Agent Orange“ Địu: Wir … geben niemandem die Schuld. Ich wollte mein Land verteidigen. Wenn es nicht mir passiert wäre, dann jemand anderem.", Familiengrab Provinz Quảng Bình, Vietnam 2012

Lighter than Orange – The Legacy of Dioxin in Vietnam ist ein Dokumentarfilm des Berliner Filmemachers Matthias Leupold über die Langzeitfolgen der amerikanischen Kriegsführung in Vietnam. Der Film wurde im Jahr 2012 in Vietnam gedreht. (Untertitel: EN, DE, FR, ES, IT, VI, RU) Der Film dokumentiert Geschichten vietnamesischer Veteranen und ihrer Familien, die von den durch das Entlaubungsmittel Agent Orange hervorgerufenen Genschädigungen betroffen sind. Es enthielt 2,3,7,8-Tetrachlordibenzodioxin.

## Inhalt
Ein guter, fruchtiger Geruch war in der Luft, erinnert sich Frau Nguyễn Thị Ngọc Hạnh. Ein bisschen wie reife Guaven. Andere sahen es in der Luft hängen „wie Nebel“. Wenn die Flugzeuge es in der Provinz Đồng Nai (östlich von Ho-Chi-Minh-Stadt) versprühten, war es wie „Streifen von Puder“ oder sah aus „wie gemahlener Kalkstein“.
Die poetischen Vergleiche wollen so überhaupt nicht zu den Auswirkungen von Agent Orange passen, die die vietnamesische Bevölkerung bis heute erleidet. Das Ehepaar Hà bekam ein Kind, das deformiert war und bald starb. Mit einem zweiten war es ebenso. Die beiden entschieden sich, kinderlos zu bleiben. Hungs Tochter Men, geboren 1981, verlor 1998 innerhalb kurzer Zeit ihr Gedächtnis vollkommen und wurde vom Schulkind zum Pflegefall. Das Ehepaar Đỗ hatte fünfzehn Kinder, nur drei von ihnen konnten überleben. Erst dann erfuhren sie davon, dass die dioxinhaltigen Entlaubungsmittel schwere Krankheiten und Veränderungen des Erbgutes bei Menschen hervorrufen können.
In vielen Filmen wird kritisch über die Zeit des amerikanischen Krieges in Vietnam berichtet. Ausgespart blieben bisher jedoch meist die Biografien der vietnamesischen Veteranen, die den Krieg überlebten, aber bis heute an den Folgen des Einsatzes von Agent Orange leiden. Der Film stellt Schicksale ehemaliger vietnamesischer Soldaten vor und lässt die Betroffenen zu Wort kommen, die bisher wenig Öffentlichkeit erhalten. Sie sprechen beispielhaft für mehr als drei Millionen Opfer von Agent Orange über ihre Erlebnisse und die grausamen Folgen für ihre Familien – Folgen politischen Versagens.
Frau Nguyễn Thị Ngọc Hạnh (ehrenamtliche Mitarbeiterin im Vietnamesischen Verband der Agent Orange-Opfer in der Provinz Đồng Nai) berichtet in dieser Dokumentation von aktuellen Neuerkrankungen nahe Ho-Chi-Minh-City / Saigon in Biên Hòa, einem als „hot spot“ bezeichneten Ort, an welchem die Konzentration von Dioxin im Boden und den Gewässern bis heute besonders hoch ist.
Ästhetisch entspricht der Film seiner inhaltlichen Ausrichtung: Er lebt von den zurückhaltenden Bildern der bescheidenen vietnamesischen Veteranen und eingesungenen Volksliedern. Der Titel “Lighter than Orange” ist ein Verweis auf die von den Heimkehrern aus den Kriegsgebieten mitgebrachten Veränderungen des Erbgutes, die im Gegensatz zu tatsächlichen Kriegstrophäen kein Gewicht hatten.
Die Filmaufnahmen wurden zu einem großen Teil im März 2012 im Dorf der Freundschaft gedreht, am westlichen Stadtrand von Hanoi im ehemals ländlichen Bezirk Hoài Đức.
Das Projekt wurde aus privaten Mitteln der Leupold Film Production Berlin finanziert und von der Stiftung Umverteilen, Stiftung für eine solidarische Welt und der Hamburger Stiftung Asienbrücke sowie von der Berliner Technischen Kunsthochschule, aus deren Umfeld viele Mitstreiter stammen und welche seit 2018 Teil der University of Applied Sciences Europe ist, gefördert. Es geht auf Aufzeichnungen, die Felix Klickermann im Dorf der Freundschaft 2009 angefertigt hatte, zurück. Die vietnamesische Germanistin Nhung Lương Tuyết begleitete die Aufnahmearbeiten 2012 und übernahm in den Folgejahren die umfangreichen Übersetzungsarbeiten. Die deutsch-amerikanische Künstlerin und Übersetzerin Julia Metzger-Traber arbeitete von 2013 bis 2017 an dem Projekt ehrenamtlich mit.
Der vietnamesische Titel lautet: „ĐIỂM LẶNG“ zu deutsch: Stiller Punkt.

## Auswahl der Festivalbeteiligungen
Lighter than Orange erhielt 2015 den GRAND PRIZE Documentary Feature Award of SR – Socially Relevant Film Festival New York im legendären Maysles Documentary Center.
Weitere Festivalbeteiligungen:
- New York Independent Film Festival[3]
- Hollywood Film Festival
- DocPoint Helsinki Documentary Film Festival
- Finow Film Festival
- Cambodia International Film Festival
- Human Rights Film Festival of Barcelona
- Justice Film Festival, Chicago
- Best Feature Documentary Los Angeles CineFest
- Filmmakers World Festival GOLD AWARD WINNER, Jakarta, Indonesia
- filmkunstfestival (film art festival) Mecklenburg-Vorpommern, Germany
- KLECO Film Fest, Kuala Lumpur, Malaysia
- Berlin International Uranium Film Festival

## TV-Ausstrahlungen
- 2015, über die Deutsche Welle, weltweit: deutsch, englisch, spanisch, arabisch[4][5]

## Kritik
Although there are quite a few outstanding documentaries pertaining to the Vietnam War, Matthias Leupold’s Lighter than Orange manages to rise above the rest. There is something about Leupold’s documentary that feels unbelievably personal. The film provides people who were and still are affected by Agent Orange with the opportunity to speak out. Leupold captures these individual stories with such a delicate intimacy that truly exposes the horrifying reality of the situation.
The men and women who share their stories in Lighter than Orange are exceptionally strong and valiant, but above all they are survivors. Yet these heroic men and women survived a long and brutal war only to be hit with even more devastation as they ultimately discovered that the dioxin-infested war fields severely altered their DNA. Four decades have passed since the end of the Vietnam War, but the detrimental effects of dioxin-based herbicides are still a problem today. Rivers and soil are still contaminated by these toxins, which will continue to spread unless other nations band together to help. Thus, Lighter than Orange deals with a subject that is relevant to Vietnam as well as the rest of the world.
Not only have these courageous soldiers dealt with changes to their DNA that have made them more susceptible to severe illnesses, but these genetic mutations have been passed on to their offspring as well. Leupold’s film portrays the children born after the damage caused by Agent Orange, and it is undeniably painful to see a woman who inherited genetic mutations that resulted in half ofher body being paralyzed. Not only is it heartbreaking to see children born with genetic mutations, but the film also depicts parents who have had multiple children die shortly after being born.
Yet the disturbing nature of Lighter than Orange is exactly what makes this documentary so powerful and historically significant. Leupold’s film makes these horrifying stories feel terrifyingly real, which is absolutely crucial when making this type of documentary. Leupold does not allow viewers to distance themselves from the film’s subject and he does not attempt to sugarcoat or dilute the perturbing veracity of the matter. The film’s poignant authenticity is what makes Lighter than Orange a must-see documentary.
Nevertheless, Lighter than Orange is more than just a documentary about a pertinent and important topic; it is also an incredibly well made and beautiful film. Leupold’s documentary is expertly edited and the cinematography is utterly breathtaking. Lighter than Orange is unlike any other documentary about the Vietnam War and should be considered mandatory viewing when learning about this subject. Moreover, Lighter than Orange is an extraordinarily genuine and enlightening work of art.
Lighter than Orange is an official selection of the New York City Independent Film Festival and will be screened at the festival on October 12-18, 2015.